# François de Baillou
François de Baillou (1700 – 1774) è stato un ottico francese.
Proveniente da una famiglia francese stabilitasi a Milano, François de Baillou fu un personaggio attivo in molti settori della ricerca scientifica. Celebre ottico, firmò numerosi microscopi e cannocchiali realizzati nell'arco di un trentennio (dal 1734 al 1764). Nel 1750 gli fu conferito il diploma di Regio Cesareo Ottico dall'Imperatrice d'Austria Maria Teresa d'Asburgo (1717-1780) tramite il Governatore di Milano, Conte di Harnach. Pubblicò alcuni libretti sugli strumenti ottici da lui costruiti, dai quali si apprende che fabbricava cannocchiali monoculari e binoculari di varie dimensioni e per vari usi (da teatro, da tasca, astronomici, terrestri), microscopi semplici e composti, camere ottiche e lanterne magiche, lenti e cilindri per anamorfosi. Numerosi strumenti di Baillou sono oggi conservati in collezioni pubbliche e private.